# معرض مليلية

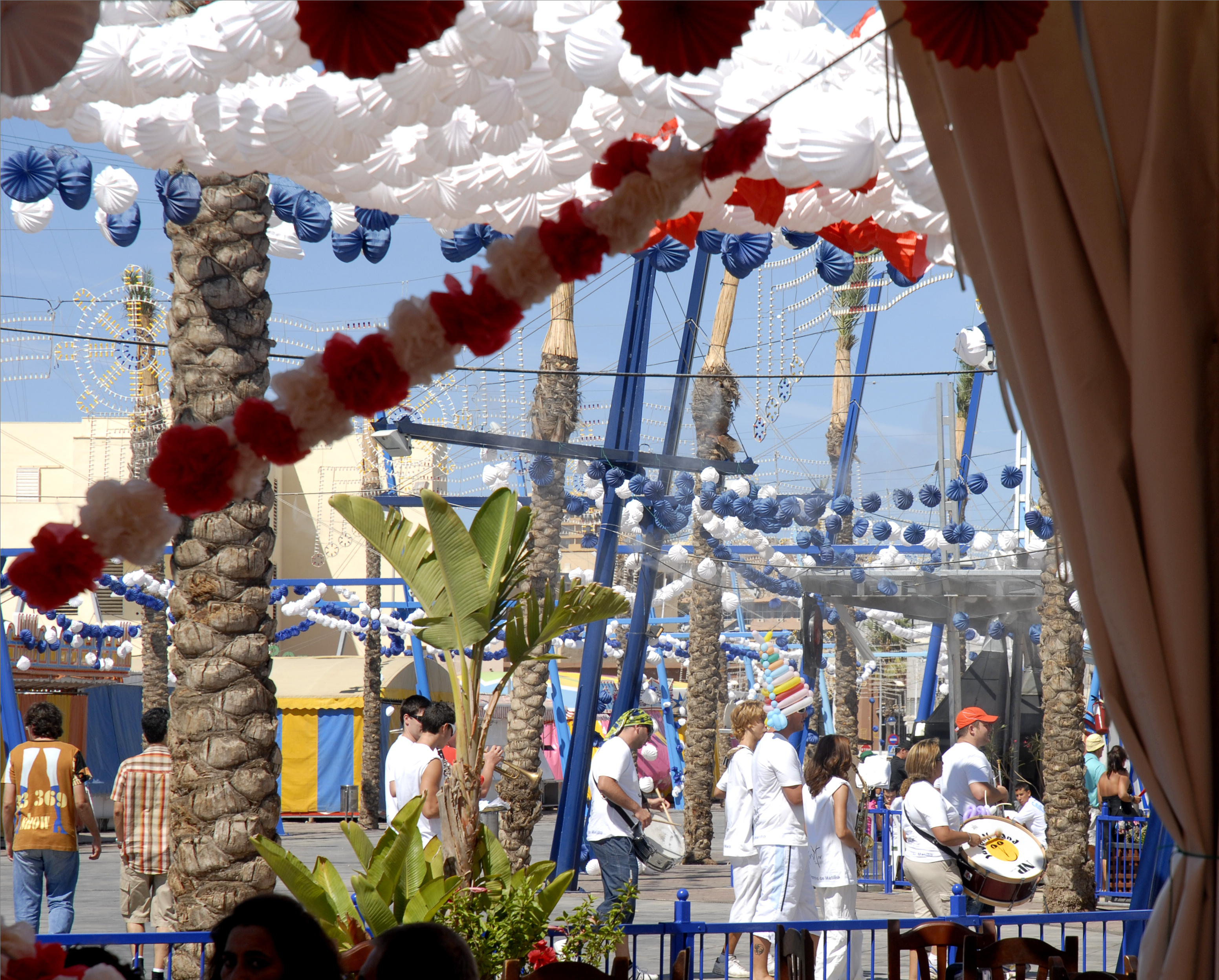
معرض مليلية 2008

معرض سبتمبر أو معرض مليلية هو معرض مدينة مليلية الإسبانية ، الذي أقيم تكريما لشفيعتها، عذراء النصر والتي تقع أرض المعارض فيها في ساحة سان لورينزو متعددة الوظائف ، وهي بيئة حديثة لمعرض تقليدي قريب إلى المارينا.

## تاريخ
أقيمت أول نسخة عادلة في عام 1903.

## وصف

### باليوم
منذ بضع سنوات، تم إنشاء المعرض النهاري، مع العشرات من الأكشاك والمؤسسات الخاصة والرسمية لتناول المقبلات، مع فن الطهي في مليلية، المتنوع والمتعدد الثقافات مثل سكانها على إيقاع الرومبا والسفيلانا.
يمتلئ المكان الاحتفالي بالترفيه ومجموعات الروك والبينيا والعروض. لا شيء مفقود في معرض مليلية.

### ليلة
ليلة المعرض هي حفلة واتزان. يضيف جناح الاحتفال الرسمي إلى البهجة من خلال تقديم عروض موسيقية رفيعة المستوى كل ليلة من شبه الجزيرة ومن المجموعات المحلية الصاعدة التي تبحث عن مكان في المشهد الفني الوطني.
8 سبتمبر هو يوم عذراء النصر، شفيعة مليلية، وتفسح الأجواء الاحتفالية المجال لبضع ساعات للذكريات المسيحية، وتخرج مليلية إلى الشارع في موكب هادئ لتكريم صورة العذراء كورونادا. والعمدة بيربيتوا، التي تخلت مؤقتًا عن جيبها فوق الأسوار الأسطورية لتنزل إلى Modernist Ensanche. 

## تاريخ الاحتفال
يقام المعرض منذ عام 1903 ويستمر لمدة ثمانية أيام.

## الزي التقليدي
ثوب الفلامنكو، وهو ثوب أندلسي نموذجي، واسمه مشتق من الفلامنكو، وهو نوع من الموسيقى الشعبية ذات التأثيرات الغجرية.

## الثيران
وقد ارتبطت الثيران في حلبة مليلية لمصارعة الثيران بالاحتفال بالمعرض منذ البداية.